# Annika Langvad
Annika Langvad (Silkeborg, 22 maart 1984) is een Deens wielrenster. Ze is voornamelijk gespecialiseerd in het mountainbiken, maar deed tijdens haar carrière ook aan veldrijden, wegwielrennen en gravel. 

## Carrière
Langvad werd gedurende haar loopbaan zes keer Wereldkampioene. Vijf van deze wereldtitels behaalde ze op het onderdeel marathon. Enkel de Noorse Gunn-Rita Dahle Flesjå is met zes titels meer succesvol geweest op dit onderdeel. In de Cross-country werd ze eenmaal wereldkampioen. Dit tijdens het WK van 2016, gehouden in het Tsjechische Nové Město. Twee jaar later won ze bijna een tweede titel in deze discipline. Uiteindelijk eindigde ze op 47 seconden als tweede na Kate Courtney. Naast wereldtittels won Langvad tijdens haar loopbaan ook nog zes wereldbekermanches. In zowel 2016 als 2018 eindigde ze als tweede in de eindstand van de wereldbeker. Annika Langvad was ook zeer succesvol in de Cape Epic, een van de grootse meerdaagse wedstrijden voor mountainbikers. Aan de zijde van Ariane Kleinhans won ze de wedstrijd tussen 2014 en 2016 drie jaar op rij. Nadien won ze ook nog de edities in 2018 en 2019, samen met respectievelijk  Kate Courtney en Anna van der Breggen. In 2025 won ze voor een zesde maal. Dit keer als duo met Sofia Gomez Villafane.
Langvad kwalificeerde zich twee maal voor de Olympische Zomerspelen. In 2012 zou ze normaliter voor de eerste maal deelnemen aan de cross-country. Echter, twee weken voor de Spelen brak ze haar rib en moest zo verstek geven. Vier jaar later in Rio de Janeiro was ze er wel bij. Ze eindigde op de 11e plek, op 3'33" van de Zweedse winnares Jenny Rissveds.
Annika Langvad was occasioneel ook actief in andere takken van de wielersport. Zo staan er ook drie Deense kampioenstitels in het veldrijden op haar palmares. In 2019 reed ze ook enkele wegwedstrijden. In het shirt van Boels Dolmans eindigde ze zowel in de Strade Blanche (tweede) als de Waalse Pijl (derde) op het podium.
In 2025 maakte Langvad, na ruim vier jaar afwezigheid, haar commeback in de wielersport.

## Palmares

### Marathon
2008 - 1 zege
Marathon Hillerød
2009 - 2 zeges
 Deens kampioene mountainbike, marathon
Marathon Marselisborg
2010 - 4 zeges
 Eindklassement Afxentia Stage Race
1e en 2e etappe Lanzarote Stage Race
 Eindklassement Lanzarote Stage Race
2011 - 6 zeges
1e en 2e etappe Afxentia Stage Race
1e en 2e etappe Lanzarote Stage Race
 Eindklassement Lanzarote Stage Race
 Wereldkampioen, matathon
2012 - 2 zeges
 Eindklassement Afxentia Stage Race
 Wereldkampioen, marathon
2014 - 17 zeges
4e etappe Afxentia Stage Race
proloog, 2e, 3e, 4e, 5e, 6e en 7e etappe Cape Epic
 Eindklassement Cape Epic
 Wereldkampioen, marathon
proloog, 1e, 2e, 3e, 4e en 5e etappe Swiss Epic
 Eindklassement Swiss Epic
2015 - 13 zeges
2e en 4e etappe Afxentia Stage Race
 Eindklassement Afxentia Stage Race
Proloog, 1e, 3e, 4e, 5e, 6e en 7e etappe Cape Epic
 Eindklassement Cape Epic
Leadville 100
proloog Swiss Epic
2016 - 4 zeges
2e, 3e en 4e etappe Cape Epic
 Eindklassement Cape Epic
2017 - 3 zeges
Attekwas Extreme MTB Challenge
 Wereldkampioen, marathon
Roc d'Azur
2018 - 11 zeges
proloog, 1e, 2e, 3e, 4e, 5e, 6e en 7e etappe Cape Epic
 Eindklassement Cape Epic
 Deens kampioene mountainbike, marathon
 Wereldkampioen, marathon
2019 - 13 zeges
2e, 3e en 4e etappe Afxentia Stage Race
 Eindklassement Afxentia Stage Race
proloog, 1e, 2e, 3e, 4e, 6e en 7e etappe Cape Epic
 Eindklassement Cape Epic
 Eindklassement Kos Island MTB Stage
2020 - 12 zeges
1e, 2e, 3e en 4e etappe Cyprus Sunshine Epic
 Eindklassement Cyprus Sunshine Epic
1e, 2e, 3e, 4e en 5e etappe Swiss Epic
 Eindklassement Swiss Epic
 Deens kampioene mountainbike, marathon
2025 - 7 zeges
proloog, 1e, 2e, 3e, 4e, en 5e etappe Cape Epic
 Eindklassement Cape Epic

### Cross-Country
Overwinningen
| Seizoen | Wereldbeker              | OS  | WK  | EK  | DK    | Overige                                                     | Totaal aantal zeges |
| ------- | ------------------------ | --- | --- | --- | ----- | ----------------------------------------------------------- | ------------------- |
| 2008    |                          | DNQ | DNS | DNS | Brons | Silkeborg, Hareskov, Varde, Randers                         | 4                   |
| 2009    |                          | NVT | 23e | 14e | Goud  | Silkeborg, Vejle, Varde, Roskilde                           | 5                   |
| 2010    |                          | NVT | 19e | 15e | Goud  | Voroklini, Møns, Heubach, Frederiksværk, Holstebro, Koldig, | 7                   |
| 2011    |                          | NVT | 48e | 15e | Goud  | Voroklini, Amathous, Aarhus, Saalhausen, Varde, Kopenhagen  | 7                   |
| 2012    |                          | DNF | 22e | DNS | Goud  | Voroklini, Amathous, Aarhus, Kolding, Silkeborg, Varde      | 7                   |
| 2013    |                          | NVT | DNS | DNS | Goud  | Silkeborg, Kopenhagen, Varde                                | 4                   |
| 2014    |                          | NVT | 18e | DNS | Goud  | Varde, Heubach, Viborg, Neastved                            | 5                   |
| 2015    | Val di Sole              | NVT | 16e | DNS | Goud  | Viborg, Haiming, Heubach                                    | 5                   |
| 2016    | Cairns, Albstadt         | 11e | ↑   | ↑   | Goud  | Roc d'Azur                                                  | 5                   |
| 2017    | Nové Město               | NVT | 25e | DNS | Goud  |                                                             | 2                   |
| 2018    | Stellenbosch, Nové Město | NVT | ↑   | DNS | Goud  | Montery                                                     | 4                   |
| 2019    |                          | NVT | 48e | DNS | DNS   | Montery I, Montery II, Halden, Kopenhagen                   | 4                   |
| 2020    |                          | NVT | DNF | DNS | Goud  |                                                             | 1                   |
|         |                          |     |     |     |       |                                                             |                     |
| Totaal  | 6                        | 0   | 1   | 0   | 11    | 42                                                          | 60                  |

Resultatentabel
| 2008   | DNS |        | DNQ | DNS | DNS | Brons |  |  |
| 2009   | DNS |        | NVT | 23e | 14e | Goud  |  |  |
| 2010   | 26e | 14e    | NVT | 19e | 15e | Goud  |  |  |
| 2011   | 9e  | 12e    | NVT | 48e | 15e | Goud  |  |  |
| 2012   | 27e | 18e    | DNS | 22e | DNS | Goud  |  |  |
| 2013   | 18e | 37e    | NVT | DNS | DNS | Goud  |  |  |
| 2014   | 8e  | 5e     | NVT | 14e | DNS | Goud  |  |  |
| 2015   | ↑   | Brons  | NVT | 16e | DNS | Goud  |  |  |
| 2016   | ↑   | Zilver | 11e | ↑   | ↑   | Goud  |  |  |
| 2017   | ↑   | 15e    | NVT | 25e | DNS | Goud  |  |  |
| 2018   | ↑   | Zilver | NVT | ↑   | DNS | Goud  |  |  |
| 2019   | 56e | 39e    | NVT | 48e | DNS | DNS   |  |  |
| 2020   | NVT | 8e     | NVT | DNF | DNS | Goud  |  |  |
|        |     |        |     |     |     |       |  |  |
| Totaal | 0   | 0      | 0   | 1   | 0   | 11    |  |  |

### Gravel
2023
Gravel World Series La Monsterrato
The Gravel Series Gribskov
2024
The Gravel Series Gribskov
2025
1e en 2e etappe Santa Vall
Eindklassement Santa Vall

### Veldrijden
2010-2011
 Deens kampioene veldrijden
2013-2014
 Deens kampioene veldrijden
2014-2015
 Deens kampioene veldrijden

### Wegwielrennen
2010
 Deens kampioene tijdrijden
 Deens kampioene op de weg
2011
 Deens kampioene tijdrijden
2013
 Deens kampioene tijdrijden

#### Resultaten in voornaamste wedstrijden
| Jaar | Amstel Gold Race | Luik-Bast.‑Luik | Strade Bianche | Waalse Pijl |  | WK op de weg |
| ---- | ---------------- | --------------- | -------------- | ----------- |  | ------------ |
| 2018 |                  |                 |                |             |  | 37e          |
| 2019 | 4e               | 14e             | ↑              | ↑           |  |              |

Blaak · Buurman · Canuel · D'Hoore · Dideriksen · Hall · Langvad · Majerus · Pieters · Schneider · Van den Bos · Van der Breggen